# Scott Waara
Scott Waara est un acteur américain né le 5 juin 1957 à Chicago, Illinois (États-Unis).

## Filmographie

### Cinéma
- 1993 : Beethoven 2 (Beethoven's 2nd) : Banker
- 1996 : Au-delà des lois (Eye for an Eye) : Detective
- 2004 : The Proverb : B. Santa Maria

### Télévision
- 1986 : The Rise and Rise of Daniel Rocket (série télévisée) : Roger
- 1994 : Muddling Through ("Muddling Through") (série TV) : Duane Cooper (unknown episodes)
- 1995 : Le Silence des innocents (Indictment: The McMartin Trial) (série télévisée) : Dean Gits
- 2001 : 61* (série télévisée) : Gus Mauch